# NGC 641
NGC 641 is een elliptisch sterrenstelsel in het sterrenbeeld Phoenix. Het hemelobject werd op 5 september 1834 ontdekt door de Britse astronoom John Herschel.

## Synoniemen
- PGC 6081
- ESO 244-42
- MCG -7-4-26
- AM 0136-424